# Coptocercus terminalis
Coptocercus terminalis är en skalbaggsart som beskrevs av Wang 1995. Coptocercus terminalis ingår i släktet Coptocercus och familjen långhorningar. Inga underarter finns listade i Catalogue of Life.